# NGC 1146
NGC 1146 bezeichnet im NGC-Katalog viele scheinbar dicht beieinander liegende Sterne im Sternbild Perseus. Der Katalogeintrag geht auf eine Beobachtung des Astronomen Heinrich Louis d’Arrest am 29. Januar 1864 zurück.